# The NeverEnding Story (soundtrack)
The NeverEnding Story is de officiële soundtrack van de film met dezelfde naam en werd uitgebracht in 1984 door EMI Music.
Het soundtrackalbum bevat de originele filmmuziek  van Giorgio Moroder en Klaus Doldinger waarvan enkele nummers zijn uitgevoerd door voornamelijk elektronische muziek die gecomponeerd zijn door Moroder, inclusief de titelsong gezongen door Limahl, de meeste overige nummers zijn gecomponeerd door Doldinger die  uitgevoerd zijn door een symfonieorkest. Op de LP versie staan alle nummers van Moroder op kant A en van Doldinger op kant B.

## Nummers
| Nr. | Titel                         | Componist | Duur |
| --- | ----------------------------- | --------- | ---- |
| 1   | NeverEnding Story – Limahl    | Moroder   | 3:32 |
| 2   | Swamps of Sadness             | Moroder   | 1:52 |
| 3   | Ivory Tower                   | Moroder   | 3:08 |
| 4   | Ruined Landscape              | Moroder   | 3:00 |
| 5   | Sleepy Dragon                 | Moroder   | 3:53 |
| 6   | Bastian's Happy Flight        | Doldinger | 3:13 |
| 7   | Fantasia                      | Doldinger | 0:52 |
| 8   | Atreju's Quest                | Doldinger | 2:48 |
| 9   | Theme of Sadness              | Doldinger | 2:39 |
| 10  | Atreju Meets Falkor           | Doldinger | 2:28 |
| 11  | Mirrorgate / Soutthern Oracle | Doldinger | 3:06 |
| 12  | Gmork                         | Doldinger | 0:26 |
| 13  | Moonchild                     | Doldinger | 1:20 |
| 14  | The Auryn                     | Doldinger | 2:17 |
| 15  | Happy Flight                  | Doldinger | 1:20 |

## Duitse versie
In de Duitstalige landen werd de film onder de naam 'Die Unendliche Geschichte' uitgebracht. Hiermee bracht WEA hetzelfde jaar ook een soundtrackalbum uit met als titel 'Die Unendliche Geschichte: Das Album'. Het album bevat tot in tegenstelling van het Amerikaanse album alleen de muziek van Klaus Doldinger.

### Nummers
| Nr. | Titel                                     | Duur |
| --- | ----------------------------------------- | ---- |
| 1   | Flug Auf Dem Glucksdrachen                | 3:12 |
| 2   | Die Unendliche Geschichte (Titelmusik)    | 2:44 |
| 3   | Im Haulewald                              | 3:01 |
| 4   | Der Elfenbeinturm                         | 1:54 |
| 5   | Atréju's Berufung / Auryn Thema           | 2:47 |
| 6   | Phantásien                                | 0:52 |
| 7   | Artax's Tod                               | 3:13 |
| 8   | Die Sümpfe Der Traurigkeit                | 2:39 |
| 9   | Atréju's Flug                             | 2:27 |
| 10  | Die Uraltre Morla                         | 2:27 |
| 11  | Das Südliche Orakel                       | 3:19 |
| 12  | Die Drei Magischen Tore                   | 2:35 |
| 13  | Spukstadt                                 | 1:37 |
| 14  | Flug Zum Effenbeinturm                    | 3:02 |
| 15  | Mondenkind                                | 1:19 |
| 16  | Die Kindliche Kaiserin                    | 2:16 |
| 17  | Flug Auf Dem Glücksdrachen (Schlusstitel) | 1:19 |

## Hitnoteringen

### NPO Klassiek Filmmuziek Top 200
| The NeverEnding Story in de NPO Klassiek Filmmuziek Top 200 | The NeverEnding Story in de NPO Klassiek Filmmuziek Top 200 | The NeverEnding Story in de NPO Klassiek Filmmuziek Top 200 |
| Jaar                                                        | 2024                                                        | 2025                                                        |
| ----------------------------------------------------------- | ----------------------------------------------------------- | ----------------------------------------------------------- |
| Positie                                                     | 123                                                         | 128                                                         |